# Pterocephalus hookeri
Pterocephalus hookeri là một loài thực vật có hoa trong họ Kim ngân. Loài này được (C.B. Clarke) Diels miêu tả khoa học đầu tiên năm 1901.